# Tidbinbilla River
Der Tidbinbilla River ist ein kleiner Fluss im Norden des Australian Capital Territory (Gebiet um die Hauptstadt Australiens).
Er entspringt an den Nordwesthängen der Billy Billy Rocks in der Tidbinbilla Nature Reserve, einem Teil des Namadgi-Nationalparks, fließt durch unbesiedeltes Gebiet nach Nordosten und mündet in den Paddys River in der Nähe des Canberra Deep Space Communication Complex.